# Primal Carnage: Extinction
Primal Carnage: Extinction est un jeu vidéo de tir à la première personne et à la troisième personne développé et édité par Circle Five Studios, sorti en 2015 sur Windows et PlayStation 4.
Il fait suite à Primal Carnage.